# Cheson
Un cheson de aer este un flotor etanș, confecționat din tablă de cupru sau alamă, de formă și capacitate variabilă, folosit pentru mărirea flotabilității ambarcațiunilor de salvare. Capacitatea totală a chesoanelor de aer trebuie să fie de minimum 1/10 din volumul total al bărcii, așa încât ambarcațiunea cu întreg echipamentul să plutească chiar când este complet inundată cu apă. Chesoanele de aer se montează în interiorul bărcii, în borduri sau sub bancheți.
Eng. air tank; air case; air box; air buoyancy tank
Fr. caisson à air
Ger. Lufttank; Bootstank; Luftkasten
Es. caja de aire